# Lovely Complex

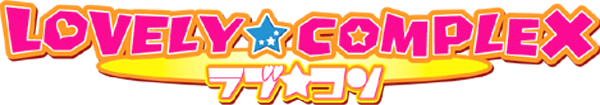
Logo anime

Love★Com (Rabu Kon scris uneori Lovely*Com) de asemenea cunoscut sub numele Lovely Complex este un manga shoujo de gen comedie romantică scris de Aya Nakahara. Acesta a fost publicată de Shueisha în Bessatsu Margaret între anii 2001-2006 și colectat în 17 volume tankōbon. Seria e despre povestea de dragoste dintre o fată înaltă și un băiat scund care sunt tratați de colegii lor ca un duo comic. În 2004, a primit al 49-lea Premiul Shogakukan Manga pentru manga shoujo. Povestea a fost adaptată într-un film live-action lansat în 2006, în 24 de episoade de televiziune anime, seria fiind difuzată în 2007, și într-un joc de aventură lansat pentru PlayStation 2, lansat în 2006. Două  CD-uri drama, de asemenea au fost produse. Manga și filmul live-action sunt licențiate în America de Nord de către Viz. O serie de continuare numită Love*Com D (sau Lovely Complex Deluxe) a fost începută în mai 2009 în revista bilunară manga shoujo Deluxe Margaret, concentrându-se pe fratele mai mic al Risei. 

## Plot
Love*Com este o poveste de dragoste între un băiat și o fată din Sakai, Osaka. Fata, Risa Koizumi, are înălțimea de 172cm (5'8") fiind mai înaltă decât o fată japoneză obișnuită. Băiatul, Atsushi Otani, are înălțimea de 156cm (5'1") fiind mult mai scund decât un băiat japonez normal. Din această cauză cei doi sunt numiți "Stan și Bran" după un duo comic popular care are o diferență de înălțime similară. În timpul școlii de vară, un student foarte înalt numit Ryouji Suzuki (din altă clasă) își face apariția și Risa se îndrăgostește de el imediat, deoarece el este înalt. Există de asemenea o fată pe care Atsushi o place, astfel Risa și Atsushi decid să lase deoparte diferențele lor și se ajută reciproc șă își îndeplinească interesele lor în dragoste. Dar când ajung să se cunoască mai bine, sentimentele Risei pentru Atsushi încep să înflorească, și viața amoroasă se complică de acum încolo. Un fapt notabil despre Love*Com este faptul că în loc de a vorbi japoneză standard, aproape toate personajele vorbesc în dialecte Kansai. Mulți actori nativi de voce Osakană sunt angajați să lucreze la acest anime. De obicei unul sau două personaje vorbesc în dialecte Kansai fiind un lucru obișnuit în multe spectacole anime. Când toate personajele ajung însă să facă acest lucru, mai ales într-un produs destinat unei audențe la nivel național, acest aspect va atrage atenția și curiozitatea.

## Personaje
Risa Koizumi (Koizumi Risa)
Live-action: Ema Fujisama, Akemi Okamura (anime)
Protagonistul principal, Risa Koizumi, este o elevă japoneză la liceu care nu are o înălțime medie. Permanent are înălțimea de 172 cm (5 ft 8 in), Risa este mai înaltă decât celelalte fete japoneze de vârsta ei (înălțimea medie a unei fete este de 1,58 cm (5 ft 2 in)), dar în mod ironic, numele ei (Koizumi) înseamnă "fântână mică". Unele personaje o compară pe Risa cu o girafă. Risa poate fi impulsivă, are o voință puternică uneori și rareori este dispusă să își afișeze partea ei vulnerabilă. Ea a avut o pasiune pentru Suzuki. La începutul seriei, Risa avea 170 cm (5 ft 7 in), dar se înalță cu  2 cm (0.79 in) drept urmare va avea 172 cm (5 ft 8 in). Risa începe să dezvolte sentimente pentru Otani și, în curând, admite că îl place. Mai tarziu va mărturisi aceste sentimente. În caz contrar prima dată, Nobuko Nakao începe să o ajute, de multe ori pe Risa oferindu-i sfaturi cu privire la ce să facă. În cele din urmă ea îi va spune direct. Ea regretă imediat, și îi spune lui Otani să predindă că nu s-a întâmplat nimic, dar în ciuda a ceea ce îi spune lui Otani, încă îl place. Otani răspunde că el nu a putut-o vedea decât ca pe o prietenă, astfel noul obiectiv al Risei este să-l facă pe Otani să regrete că a refuzat confesiunea ei.
Atsushi Otani (Otani Atsushi)
Live-action: Teppei Koike, Akira Nagata (anime), actor de voce pentru joc / CD dramă: Takahiro Sakurai
Atsushi Otani este personajul principal de sex masculin al seriei. El este un băiat mic de statură de aproximativ 156 cm (5 ft 1 in). Înălțimea medie a unui bărbat în Japonia este de 172 cm (5 ft 8 in). Ca și Koizumi, numele de familie a lui Otani (tradus înseamnă "deal mare") este un joc de cuvinte pentru statura lui mică. El este nechibzuit, nepoliticos, dar cu toate acestea el este bun la inimă, uituc și prostuț. Otani este de asemenea, jucătorul vedetă al echipei de baschet a școlii. Fosta prietenă a lui Mayu Kanzaki, este managerul echipei sale de baschet din gimnaziu. Ea l-a părăsit pentru un iubit mai înalt, iar acesta reprezintă unul dintre motivele pentru care înălțimea este un subiect sensibil pentru Otani. El află mai târziu că motivul pentru care Mayu Kanzaki s-a despărțit de el era de fapt cu totul altul – ea s-a îndrăgostit de un nou băiat care se întâmpla să fie mai înalt decât Otani. El încă nu știa totul despre sentimentele Risei, astfel răspunzându-i că o consideră doar o prietenă atunci când ea i-a mărturisit ce simte pentru el. Dar mai târziu Otani își dă seama că regretă răspunsul lui de la acel moment și atunci el o sărută. Mai târziu, la mijlocul serii, Otani își face impresie greșită cu privire la Risa care, aparent, făcea lucruri ciudate cu un coleg de muncă pe nume Kohori. Drept consecință el se desparte de ea. Cu toate acestea, după ce ea a văzut cât de devotat este Otani, amândoi se împacă și se reunesc până în Ajunul Crăciunului.